# Heinrich-Meidinger-Schule
Die Heinrich-Meidinger-Schule (kurz: HMS) ist eine berufliche Schule in Karlsruhe. Sie hat sich auf die Sanitär-, Heizungs- und Klimatechnik (SHK) spezialisiert.

## Namensgeber
Heinrich Meidinger war ein Physiker, der in der zweiten Hälfte des 19. Jahrhunderts in Heidelberg und Karlsruhe wirkte. Er forschte in den Bereichen der Elektrotechnik und der Wärmetechnik und erfand eine neuartige Batterie sowie den ersten Dauerbrandofen. Flache Schornsteinabdeckungen werden nach ihm als Meidinger-Scheiben bezeichnet. Die Heinrich-Meidinger-Schule führt seinen Namen seit 1979.

## Geschichte
Die heutige Heinrich-Meidinger-Schule wurde am 17. Mai 1909 unter dem Namen Süddeutsche Blechner- und Installateur-Fachschule als Teil der Gewerbeschule Karlsruhe mit 9 Kursteilnehmern gegründet. Zu den Initiatoren zählten Gewerbeschuldirektor Karl-Friedrich Kuhn, der Verband badischer Blechner- und Installateurmeister und das großherzoglich-badische Landesgewerbeamt. Bis zum Ende des Zweiten Weltkriegs hatte die Schule ca. 10–20 Schüler. Nach dem Krieg stiegen die Schülerzahlen schnell an. 1950 wurde die Schule zur Fachschule für Installationstechnik und Fachschule für Heizungstechnik erhoben, die ihren Absolventen die Titel staatlich geprüfter Installationstechniker und staatlich geprüfter Heizungstechniker verleihen durfte.
Ein Meilenstein war der Staatsvertrag von 1954 zwischen dem Land Baden-Württemberg, der Stadt Karlsruhe und dem Zentralverband des Installateur-, Klempner-, Kupferschmiede- und Zentralheizungsbauerhandwerks Bonn, durch welchen die Schule bundesweite Zuständigkeit erlangte. Karlsruhe setzte sich damals gegen die Mitbewerberstädte Hamburg und Stuttgart durch. Die Schule erhielt den Namen Bundesfachschule für Installateur-, Klempner-, Kupferschmiede- und Zentralheizungsbauerhandwerk (Bufa), die Schülerzahl stieg auf 200–300. 1955 bezog die Schule das heutige Schulgebäude am Durlacher Tor, es war nach dem Abriss der Ruine der ehemaligen Volks- und Mittelschule Karl-Wilhelm neu errichtet worden. 1959 erlangte die Schule zum 50-jährigen Jubiläum ihre organisatorische Selbstständigkeit. 1961 trat der Bundesverband der Heizungs- und Lüftungsindustrie Düsseldorf dem Staatsvertrag bei und die Schule wurde in Bundesfachschule für Sanitär- und Heizungstechnik umbenannt.
1977 wurde die Berufsschule für Gas- und Wasserinstallateure sowie Zentralheizungs- und Lüftungsbauer integriert. Seit 1979 trägt die Schule ihren heutigen Namen, bis Mitte der 1980er Jahre stieg die Schülerzahl auf ca. 700. Die Bildungsangebote erweiterte sich um die Meisterausbildungen, später kam noch die Berufsfachschule Metall hinzu.

## Bildungsgänge
Die Heinrich-Meidinger-Schule bietet 2022 folgende Bildungsgänge und Kurse an:

### Berufsschule und Berufsfachschule
- Anlagenmechaniker für Sanitär-, Heizungs- und Klimatechnik
- Anlagenmechaniker (Industrie)
- Technischer Systemplaner Versorgungs- u. Ausrüstungstechnik (ab dem 1. Lehrjahr)
- Klempner (nur im 1. Lehrjahr)
- Mechatroniker für Kältetechnik (nur im 1. Lehrjahr)
- Behälter- und Apparatebauer (nur im 1. Lehrjahr)
- Berufsfachschule Metalltechnik, Fachrichtung Anlagenmechaniker Sanitär-, Heizungs- und Klimatechnik

### Techniker- und Meisterschule, Weiterbildung
- Meisterschule für Installateure und Heizungsbauer (Vorbereitung auf die Meisterprüfung Installateur- und Heizungsbaumeister)
- Staatlich geprüfter Heizungs-, Lüftungs- und Klimatechniker
- Staatlich geprüfter Sanitärtechniker
- TRWI-Kurs (Kurs zur Erlangung der Teilausnahmebewilligung zum Anschluss von Trinkwasseranlagen)
- Staatlich geprüfter Betriebsmanager
- Kundendiensttechniker SHK